# Львовская летопись (XVII век)
Льво́вская ле́топись — летописный памятник первой половины XVII века, наиболее крупное местное повествование о событиях на Украине в 1620—1640-х годах. Помещён в рукописной книге М. Гунашевского. Название условно.
Львовская летопись отражает события на Руси с 1498 по 1649 годы и содержит ценные сведения о внешнеполитическом и экономическом положении украинских земель, взаимоотношения с Польшей, Россией, Крымским ханством. Много внимания уделяется крымскотатарским набегам, навязыванию Унии католическим духовенством и шляхтой, казацким восстаниям 1630-х годов, восстанию под руководством Богдана Хмельницкого 1648—1654 годов. Рассказывается о разорении польским войском киевских монастырей во время восстания 1630 года, посвящении Петра (Могилы) во Львове. Приводится ряд сведений, отсутствующих в других источниках.
Текст Львовской летописи обнаружил в начале XIX века галицко-русский историк Денис Зубрицкий. Рукопись летописи хранилась в архиве старейшей галицко-русской организации — Ставропигийском институте, ныне находится в Центральной научной библиотеке НАН Украины в Киеве. Впервые была опубликована в Москве в 1839 году русским историком Михаилом Погодиным в «Русском историческом сборнике», впоследствии — во Львове в 1870-х годах.